# 広橋兼賢
広橋兼賢（ひろはし かねかた、文禄4年（1595年）7月26日 - 寛文9年（1669年）5月26日）は、戦国時代から江戸時代前期にかけての公卿。院号は後如雲院。

## 官歴
- 慶長7年（1602年）：侍従
- 慶長9年（1604年）：従五位上
- 慶長14年（1609年）：正五位下、権右中弁
- 慶長16年（1611年）：蔵人
- 慶長17年（1612年）：正五位上、右中弁
- 慶長18年（1613年）：正四位下
- 慶長19年（1614年）：正四位上、蔵人頭、左中弁
- 元和元年（1615年）：右大弁
- 元和5年（1619年）：左大弁、参議
- 元和6年（1620年）：従三位
- 元和7年（1621年）：権中納言
- 寛永元年（1624年）：正三位
- 寛永5年（1628年）：従二位
- 寛永10年（1633年）：権大納言
- 寛永14年（1637年）：正二位、踏歌節会内弁
- 万治3年（1660年）：従一位
- 寛文元年（1661年）：准大臣

## 系譜
- 父：広橋総光
- 弟：竹屋光長
- 弟：日野西総盛
- 弟：西大路隆卿
- 弟：日野西光氏
- 子：広橋綏光
- 子：日野西国豊
- 子：竹屋光忠